# 台北電影節
台北電影節是每年於臺灣臺北市舉辦的電影節，主要由兩大競賽單元「國際新導演競賽」與「北電影獎」以及觀摩單元所組成，該影展特色單元是「主題城市」，現任影展主席為資深剪接師及電影監製廖慶松。

## 沿革

### 城市影展草創期（2001年前）

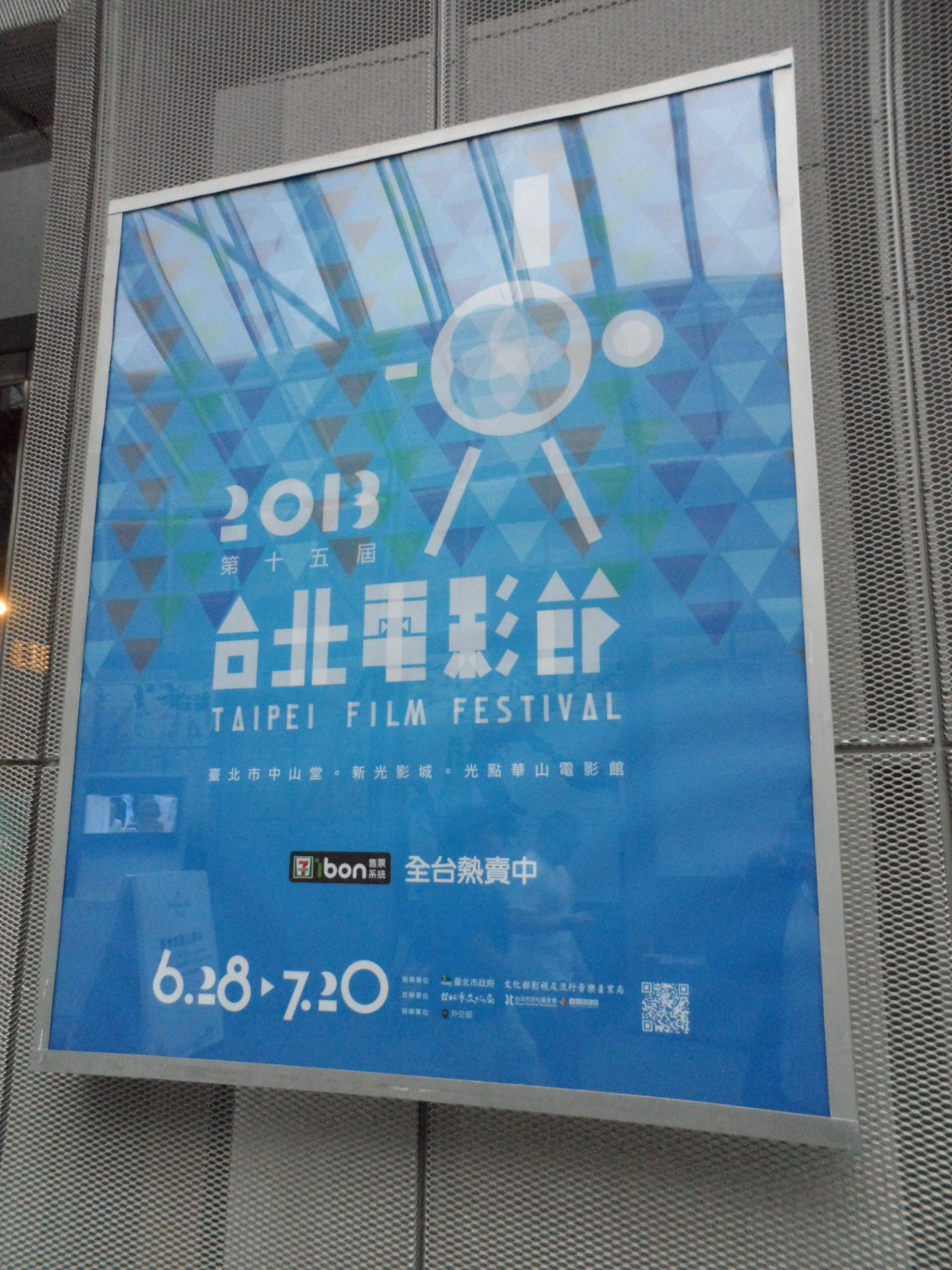
2013年台北電影節海報

前身為1988年由《中時晚報》創立的「中時晚報電影獎」，1994年起更名為「北電影獎」，分為商業映演類及非商業映演類；自1996年起，臺北市政府加入主辦行列。於1998年起合併了中時晚報電影獎的競賽方式及國際影展成為「臺北電影節」，以「年輕、獨立、非主流」為核心價值，在整體構想上分為三個角度：樹立「極其年輕」定位、關注本土電影及城市、讓廣大市民參與進來；並在節目規劃尚有意識地去菁英化、營造熱鬧節慶氣氛，打破一般電影節的想像，以城市嘉年華會的形象操作，首屆臺北電影節在9月底舉行，隔年移至11月底舉行。
2000年，台北電影節新增「市民影展」，鼓勵「全民動手拍電影」，只要居住在臺北、拍攝大臺北相關題材短片即可參加，總獎金40萬，為日後「業餘類競賽」及「臺北主題獎」的前身；然而該年度面台北電影節面臨臺北市議會擱置預算的壓力，籌備期縮短至僅有三個月與不合預期的低迷收場，該年度影展移至年底至隔年年初舉行，藉此讓2001年影展刻意延後舉辦（實質上為該年度停辦影展）。影展於重整方向及定位後，於2002年三月重新舉辦。

### 確立「城市、華人、新銳」三大主軸（2002～2006）
2002年，在影展仍為市府文化標案的背景下，台北電影節由「中華民國紀錄片發展協會」執行，邀請聞天祥擔任策展人，包含接下來以「臺灣電影文化協會」名義執行在內，聞天祥共擔任了五屆影展策展人；該年台北電影節由臺北市政府新聞處交棒給臺北市政府文化局獨立承辦，並轉型為「城市影展」，加入「城市主題」單元，規劃該城市/國家的電影、座談會等活動，台北電影獎於該年取消「商業類」及「獨立創作類」競賽分類改為「專業類」競賽，但招來電影人批評；往後，影展於2003年取消「專業類」和「業餘類」，直接在台北電影獎之外另設「台北主題獎」。2004年，影展增設「全球華人影像精選」單元，除挪用更多空間讓臺灣電影曝光，也讓入選台北電影獎的影人有更多切磋交流對象，該年度的放映電影《十七歲的天空》男主角楊祐寧也成為台北電影節的首任影展代言人。。
2005年，台北電影節的舉辦日期自三月再移至六月底，至今仍是台北電影節的固定舉辦時間。聞天祥以國立臺灣藝術大學不再辦理「國際學生電影金獅獎」為契機，新創設「國際青年導演競賽」成為影展的第二個競賽單元，也是台灣第一個國際劇情長片競賽獎項，確立影展此階段的三大調性「城市、華人、新銳」。創立國際競賽後，聞天祥在觀摩單元策展益加多樣化，如「驚人的第一部」、「新潮流」等多國電影的綜合性單元規劃，推介未符合競賽資格的遺珠，及介紹其他早在其他影展獲得大獎的新銳導演；在2006年聞天祥的最後一年策展任期，台北電影節創下開辦至今仍無人能破的史上最高近千萬票房，更被國際知名電影雜誌《銀幕》列名「全球頂尖影展」之一。儘管帶著影迷期盼，但台北電影節受限於一年一標的標案形式執行，以聞天祥為首的「臺灣電影文化協會」團隊無力續辦臺北電影節，至此不再繼續籌辦影展。

### 納入台北市文化基金會運作（2007～2010）
2007年，因聞天祥團隊不再執行台北電影節辦理，在文化局的請託之下，台北電影節改由游惠貞接手，並於2008年時任臺北市長郝龍斌規劃下，將影展納入台北市文化基金會的常設單位運作，由資深媒體人胡幼鳳擔任總監，表面上雖然解決了《政府採購法》造成行政不連續、經驗無法傳承的弊病，但在不同策展方針下，近年電影節依然引發許多公開討論。自該年起，台北電影獎不再年年更換獎座，並比照柏林影展「Shooting Star」概念，設立「明日之星」活動，期望藉此給臺灣演員更多曝光機會（此活動自2012年後停辦），台北電影獎也在同年正式取消不分類的競賽項目，除了新增分類別的競賽之外，逐步取消最佳實驗片等獎項，甚至百萬首獎只頒給劇情長片；引起影評、臺北市紀錄片從業人員職業工會強烈反彈，認為台北電影節失去原創精神與獨厚劇情長片的發展。2010年，台北電影獎正式廢除百萬首獎的競逐只能為劇情片的限制，從該屆開始連續五年的百萬首獎得獎者都是紀錄片，該紀錄直至2015年電影《醉·生夢死》獲得百萬首獎才告終結。
影展節目規劃方面，自游惠貞接任策展人後，因其選片有別於過往聞天祥的策展方式惹人非議，加上影展期間軟硬體狀況頻傳，影評人鄭秉泓發起「呵護台北電影節」運動，先後於個人網站上發表多篇批評文章，表示自2007年開始，電影節開始出現非主題城市的特映單元，至2008年更出現了非當年主題城市的法國導演以及國內外已故影人的稀零回顧，他認為此種策展路線接近金馬影展「大拜拜」的雜燴風格，而城市單元本身亦缺乏系統化的國家影史脈絡，斲傷了台北電影節多年累積所經營出的品牌特色。而2004年起規劃的「全球華人影像精選」單元，亦自2010年起不再出現於節目常設單元規劃中。

### 三年一任策展人制度（2011～2013）
2010年底，台北電影節首度迎接三年一任體制的首位策展人塗翔文（也是目前紀錄中唯一一位任期為三年的策展人），塗翔文於台北電影節草創時便參與手冊撰寫工作，並在2005年台北電影節於聞天祥團隊擔任媒體統籌，他除了在策展上希望能將「國際青年導演競賽」打造成台北電影節觀眾每年優先購票的招牌單元外，為將台北電影節的「新銳」特質更加彰顯，他於2011年新設立「名導初體驗」單元（於2015年停止），2012年設立「國際青年導演觀摩」單元（後改名為「未來之光」），並於2013年配合國際青年導演競賽宣傳，推出「國際青年導演競賽套票」，塗翔文表示，曾有觀眾反映為何不將沒有票房的「國際青年導演競賽」移至較小場地放映，但他認為將國際競賽放在中山堂放映的選擇，是不能只用票房去思考的。「如果這是電影節最中心最重要的單元，當然要把他放在最主要的、最大的場地映演，所以我不可能因為其他單元的更好賣，所以就把這些片都排在中山堂，而把國青的片子放去華山（當屆影展座位數最少的放映場地），影展不該是這樣思考的。」
除將國際青年導演競賽打造為台北電影節的招牌之外，他在2013年起將行之有年的「主題城市」策展，以「橫向」取代「縱向」思考，讓每屆片單的關注焦點能更確立明顯，也讓未來幾年主題城市能有再次聚焦的機會。該年度的主題城市單元規模明顯縮小，並被排在手冊的最後面。在傳統色彩的單元之外，塗翔文也規劃多項主題式單元如「午夜強心臟」、「音樂HIGH翻天」等，與不同的性別、年齡層觀眾產生連結，展現台北電影節試圖兼容並蓄的性格。，另外，並於2011年，設立台北電影獎「卓越貢獻獎」以表彰對臺灣電影有所貢獻的工作者，2012年停辦自2000年開始舉辦的市民影展單元「台北主題獎」，並取消行之有年的「電影護照」措施。

### 取消主題城市及主席請辭風波（2014～2018）
2013台北電影節結束後，塗翔文並未續任策展人，而由郭敏容接任，她於2011年進入台北電影節擔任接待統籌，2012、2013年並參與主題城市單元規劃，並擔任協同策展職務。郭敏容特別重視與觀眾的互動及反饋，除期望突破「以人為本」的影展框架外，也希望透過較特殊的選片題材挑戰觀眾的觀影習慣，除此之外，郭敏容也關注東南亞及非洲電影等，故這幾年觀眾對影展選片的評價多為「較硬、較重」，她於2015年將「國際青年導演競賽」改名為貼近英文名稱的「國際新導演競賽」，並開放紀錄片亦可報名參加本競賽，同年與法國南特影展合作設立「國際提案一對一工作坊」，2016年起則終止影展招牌單元「主題城市」的策展，許多舉措雖獲得部分好評，但多數觀眾並不買單，有的人表示困惑，甚至招來批評。2017年影展新規劃「電影正發生」單元，結合現場創作、工作坊、展覽或主題選片等方式，將無法被再現的創作過程提供給觀眾，藉此經驗，觀眾將對創作有新的理解。經驗開啟經驗、經驗解釋經驗，讓一部電影創作的細節有閱讀的脈絡可循，2018年起規劃關注VR及台灣電影的觀摩單元「VR全浸界」（於2021年改名為「XR全浸界」，2022年起不再規劃）及「明日．台灣」（於2022年起併入星光首映單元中），前者至今仍是北台灣規模最大的沉浸式體驗單元。
2015年底，時任台北電影節主席的知名製片人李烈宣布辭去主席一職，聲明中表示因她無法再為電影節捍衛不受干涉的獨立空間，而選擇重回觀眾位置，時任總監黃鴻端及策展人郭敏容亦遞出辭呈，隨後包括侯孝賢、小野、張艾嘉、王童在內共178名電影人連署，要求時任文化局長倪重華與文化局正式致歉，台北電影節諮詢委員也集體請辭以示抗議，最終倪重華公開向大眾道歉，並表示不再干涉台北電影節內部運作，最終台北電影節由知名攝影師李屏賓接任主席、時任台北市文化基金會副執行長葉昇宗暫代總監（後由導演沈可尚正式接任），郭敏容則獲慰留繼續擔任策展人。2018年，台北電影節迎接二十周年紀念，除推出回顧專書《一瞬二十》外，也於剝皮寮歷史街區舉辦回顧特展。

### 台北電影獎改為單項入圍制（2019～2022）
2018年底，因沈可尚回歸電影創作之路請辭總監，影展邀請曾任金馬影展副秘書長，並曾擔任《海角七號》等國片宣傳的李亞梅擔任新任總監，郭敏容亦未繼續留任參與2019年影展策劃，策展人制度至此廢除，改以選片小組制進行，主要選片人為資深副理蘇逸華及資深專員謝璇，蘇逸華畢業於紐約大學圖像傳播管理研究所，於2011年加入台北電影節團隊；謝璇畢業於倫敦大學電影所，長期擔任台北電影節手冊影片介紹撰稿者，於2016年加入台北電影節影展團隊，李亞梅擔任總監後，於影展新增「非常新人」活動（性質類似於曾在2008至2011年間辦理的「閃亮之星」，主要以新人推介為主）及會外賽「台灣電影行銷獎」，並將台北電影獎的影片「入選制」改為個人單項的「入圍制」，引發許多討論，許多影評人意見認為，台北電影獎的賽制不應修改為向金馬看齊，因為兩者的評選基準有所不同，尤其在金馬獎遭中國大陸抵制後，近兩年來多數入圍者多為台灣人，台北電影節恐有淪為「第二個金馬獎」的疑慮。
2020年，台北電影節成為新冠肺炎（COVID-19）在3月11日由世界衛生組織宣布「全球大流行」後，全球首場正常舉辦的大型實體影展，時任節目部副理蘇逸華並接受知名國際媒體《綜藝》專訪。，該年影展參與人數及票房，均創下近五年來新高紀錄，2021年，易智言接替李屏賓成為新任影展主席，同年受到嚴重特殊傳染性肺炎疫情影響延期至9月舉辦，除了是2001年後影展再度延期，於秋季舉辦也是1998年首屆後的第二次。
2022年，台北電影節邀請洪健倫與馬曼容擔任選片小組主要負責人，並邀請2011年至2013年擔任策展人的影評人塗翔文擔任選片顧問；洪健倫曾任職於中央社及放映周報，並曾擔任多個台灣影展的影展報編輯：馬曼容為台灣影評人協會成員，曾受邀擔任國際影展的單元共同策展人，並於2019年加入台北電影節影展團隊，自該年起之國際新導演競賽入選作品，改由2名影展選片人及8名外部成員選出；2023年，台灣電影行銷獎由選出十部電影後在投票選出各項得主的入選制，改為發行商自行報名，並由評審評選後選出入圍名單的單項入圍制。

### 縮減規模與城市主題回歸（2023至今）
2023年，台北市議員陳宥丞披露，影展片量自2018年的203部，至2023年縮減自124部，觀影人次也從2013年的46602人次，2023年的28902人次；台北電影節總監李亞梅接受聯合報訪問，提及影展受到疫情衝擊及網路串流平台興起影響，觀影人次逐年下滑，自2024年起，影展將由過往的17天縮減至12天，同時參照柏林影展在疫情發生後縮減規模，減少影展三成片量，並增加台灣電影產業活動、影人對話，朝向小而美影展轉型邁進，同時於2024年恢復城市主題單元，凸顯影展特色和精神。

## 各屆影展概況
台北電影節設有主席，性質較貼近於無給職的精神領袖，侯孝賢（2000年及2007~2010）及李屏賓（2016~2020）為擔任最多次的主席（各5屆），現任主席為易智言。
台北電影節於2001~2018年間，每年聘請策展人主責影展節目架構及經營路線，聞天祥（2002~2006）與郭敏容（2014~2018）為台北電影節在任時間最久的策展人（各5屆），而郭敏容於2019年離任後，台北電影節目前無策展人，改採取選片小組制度，現由洪健倫、馬曼容等人負責國際新導演競賽選片及觀摩單元之構成。
2002年開始，台北電影節開創「主題城市」單元，藉由一系列電影放映、展覽、座談及各式活動，帶領觀眾認識每年主題城市的電影、歷史及文化，本單元至2016年後不再放入影展規劃中；2004年起，規劃固定單元「全球華人影像精選」，介紹華語電影給觀眾，本單元自2010年起不再出現於節目單元規劃中。2005年的「國際青年導演競賽」開辦（2015年更名為「國際新導演競賽」），與前述兩個單元共同奠定「城市、華人、新銳」三大主軸，成為台北電影節不可或缺的特色。
取消主題城市後，台北電影節於影展單元外，陸續設立多項與電影創作者及產業連結的活動，2017年由時任總監沈可尚與策展人郭敏容開創的「電影正發生」單元，藉由創造空間，將無法被再現的創作過程提供給觀眾，讓觀眾對創作有新的理解，每年選擇電影製作環節中的其中一部份作為主題，2018年為VR、2019年為剪接、2020年為聲音設計、2021-2022年為電影美術、2023年為表演指導。2018年起常態舉辦的「正在拍片的我」講座，邀請台灣導演上台分享拍攝心路歷程，2021年起轉型為擴大邀請電影產業工作者進行對談，讓更多影迷了解電影幕後，2021年易智言導演接任影展主席後，開辦「演員工作坊」，為演員們提供理解影視表演的課程。
| 年份 | 屆次   | 主席       | 策展人   | 代言人                                                              | 開幕片                                | 閉幕片                                    |
| ---- | ------ | ---------- | -------- | ------------------------------------------------------------------- | ------------------------------------- | ----------------------------------------- |
| 1998 | 第1屆  | 李遠(小野) | 陳國富   |                                                                     | 《美麗人生》                          | 《魔法阿媽》                              |
| 1999 | 第2屆  | 李遠(小野) | 焦雄屏   |                                                                     | 《生生長流》                          | -                                         |
| 2000 | 第3屆  | 侯孝賢     | 李疾     |                                                                     | 《生命的圓圈》                        | 《榴槤飄飄》                              |
| 2001 | 停辦   |            |          |                                                                     |                                       |                                           |
| 2002 | 第4屆  | 龍應台     | 聞天祥   |                                                                     | 《寶拉X》                             | 《烈日長空》                              |
| 2003 | 第5屆  | 王童       | 聞天祥   |                                                                     | 《坂本龍馬，他的太太和她的情人》      | 《一一》                                  |
| 2004 | 第6屆  | 王童       | 聞天祥   | 楊祐寧                                                              | 《莎樂美》                            | 《A級控訴》                               |
| 2005 | 第7屆  | 王童       | 聞天祥   | 關穎                                                                | 《最好的時光》                        | 《決戰夜》                                |
| 2006 | 第8屆  | 王童       | 聞天祥   | 張孝全                                                              | 《愛瘋狂》                            | 《赤裸真相》                              |
| 2007 | 第9屆  | 侯孝賢     | 游惠貞   | 陳柏霖                                                              | 《最遙遠的距離》                      | 《婚禮之後》                              |
| 2008 | 第10屆 | 侯孝賢     | 游惠貞   | 王柏傑 林涵 姚安琪 房思瑜 邱翊橙 馬志翔 張永政 張洋洋 張榕容 趙逸嵐 | 《海角七號》 《檸檬樹》               | 《鬪茶》 《夏日時光》                     |
| 2009 | 第11屆 | 侯孝賢     | 游惠貞   | 溫昇豪 蔡淑臻 柯佳嬿 莫子儀 柯奐如 路嘉欣 唐振剛 林柏宏             | 《陽陽》 《德國09》                   | 《懼乳：傷心的奶水》 《爸，你好嗎?》      |
| 2010 | 第12屆 | 侯孝賢     | 游惠貞   | 阮經天 陳妍希                                                       | 《精銳部隊》 《第四張畫》             | 《酷馬》                                  |
| 2011 | 第13屆 | 張艾嘉     | 塗翔文   | 邱勝翊 李千娜 林辰唏 吳慷仁                                         | 《翻滾吧！阿信》 《吐司：敬美味人生》 | 《王者逆襲》                              |
| 2012 | 第14屆 | 張艾嘉     | 塗翔文   | 柯震東 謝欣穎                                                       | 《女朋友。男朋友》 《PLAY》           | 《光陰的故事：數位修復版》 《啄木鳥與雨》 |
| 2013 | 第15屆 | 張艾嘉     | 塗翔文   | 張孝全 郭采潔                                                       | 《失魂》                              | 《拔一條河》 《台北工廠》                 |
| 2014 | 第16屆 | 張艾嘉     | 郭敏容   | 莫子儀 張榕容                                                       | 《共犯》                              | 《那夜凌晨，我坐上了旺角開往大埔的紅VAN》 |
| 2015 | 第17屆 | 李烈       | 郭敏容   | 鳳小岳                                                              | 《菜鳥》                              | 《百日告別》                              |
| 2016 | 第18屆 | 李屏賓     | 郭敏容   | 石頭 許瑋甯                                                         | 《樓下的房客》                        | 《三人行》                                |
| 2017 | 第19屆 | 李屏賓     | 郭敏容   | 吳慷仁 溫貞菱                                                       | 《大佛普拉斯》                        | 《曼菲》                                  |
| 2018 | 第20屆 | 李屏賓     | 郭敏容   | 無                                                                  | 《范保德》                            | 《引爆點》                                |
| 2019 | 第21屆 | 李屏賓     | 選片小組 | 林依晨                                                              | 《灼人秘密》                          | 《地久天長》                              |
| 2020 | 第22屆 | 李屏賓     | 選片小組 | 陳庭妮                                                              | 《無聲》                              | 《日子》                                  |
| 2021 | 第23屆 | 易智言     | 選片小組 | 邱澤                                                                | 《月老》                              | 《詭扯》                                  |
| 2022 | 第24屆 | 易智言     | 選片小組 | 劉冠廷                                                              | 《初戀慢半拍》                        | 《童話．世界》                            |
| 2023 | 第25屆 | 易智言     | 選片小組 | 王淨                                                                | 《請問，還有哪裡需要加強》            | 《成功補習班》                            |
| 2024 | 第26屆 | 易智言     | 選片小組 | 林柏宏                                                              | 《乒乓男孩》                          | 《非普通家族》                            |
| 2025 | 第27屆 | 廖慶松     | 選片小組 | 宋芸樺                                                              | 《96分鐘》                            | 《進行曲》                                |

## 競賽單元

### 國際新導演競賽
原名為「國際青年導演競賽」，2015年起改為現名。參賽影片必須為該導演的第一或二部 DCP/35 釐米劇情長片，70分鐘以上，且必須為台灣首映，但台灣電影不在此限，如2013年入選的《甜·祕密》和2016年的《只要我長大》就是已上映之院線片。另外自2007年起，入選國際新導演競賽的作品中，固定至少有2部台灣導演的作品入選，甚至在2011年，有《那些年，我們一起追的女孩》、《到阜陽六百里》和澳洲電影《小麻雀的天空》三部片的導演皆為台灣人的紀錄，此一慣例直至2015年被打破，當年僅有姜秀瓊導演的《寧靜咖啡館之歌》入選。而在2016年之入選名單中，首次出現入選新導演競賽的台灣導演作品並未同時入選臺北電影獎的情形，該年入選新導演競賽的作品為《只要我長大》及《滾弄》，而已入選該屆臺北電影獎的《樓下的房客》並未入選新導演競賽。。2020年，國際新導演競賽的入選片《惡之畫》與《破處》，均未入圍台北電影獎，為國際新導演競賽設立後的首次紀錄。

#### 歷屆最佳影片得主
| 年份 | 屆次   | 電影                   | 導演                     | 導演國籍 |
| ---- | ------ | ---------------------- | ------------------------ | -------- |
| 2005 | 第7屆  | 《等待豐收的季節》     | 瑪莉娜．拉貝絲基納       | 俄羅斯   |
| 2006 | 第8屆  | 《三人冷水澡》         | 安東尼．寇迪耶           | 法國     |
| 2007 | 第9屆  | 《艾瑪的禮物》         | 史凡．塔迪肯             | 德国     |
| 2008 | 第10屆 | 《青春逆轉勝》         | 昂娜絲．芭柏拉瓦雷       | 加拿大   |
| 2009 | 第11屆 | 《屈辱》               | 史提夫．雅各斯           |          |
| 2010 | 第12屆 | 《足球開戰》           | 休卡．阿敏．科基         | 伊拉克   |
| 2010 | 第13屆 | 《三場意外與一個預言》 | 史提凡．拉夫勒           | 加拿大   |
| 2012 | 第14屆 | 《雙城悲歌》           | 魯斯蘭．朴               |          |
| 2013 | 第15屆 | 《綁架練習曲》         | 湯姆．修法勒             | 以色列   |
| 2014 | 第16屆 | 《實習男生存法則》     | 李容承                   |          |
| 2015 | 第17屆 | 《吾愛吾詩》           | 那達夫·拉匹              | 以色列   |
| 2016 | 第18屆 | 《海蒂不分類》         | 鄔珊．瑪柏楚             | 德国     |
| 2017 | 第19屆 | 《割愛》               | 約翰·特倫戈夫            | 南非     |
| 2018 | 第20屆 | 《自己的工廠自己救》   | 沛德羅．皮諾             | 葡萄牙   |
| 2019 | 第21屆 | 《蘿莉破壞王》         | 諾拉．芬沙伊特           | 德国     |
| 2020 | 第22屆 | 《這不是一場葬禮》     | 利摩漢．傑瑞米耶．摩西瑟 | 賴索托   |
| 2021 | 第23屆 | 《失落邊境》           | 黎豹                     | 越南     |
| 2022 | 第24屆 | 《玫瑰男孩心貼心》     | 山繆賽斯                 | 法國     |
| 2023 | 第25屆 | 《無花果樹下》         | 艾莉吉．舍希利           | 突尼西亞 |
| 2024 | 第26屆 | 《屋簷下沒有煙硝》     | 瑪瑞亞・裘博             | 突尼西亞 |

### 北電影獎
參賽影片必須為台灣電影，或是中華民國籍或持有中華民國居留證的導演執導之外國電影（報名之劇情長片須為國產電影片），共分成「劇情片」、「紀錄片」、「短片」與「動畫片」，最大獎為百萬首獎。2018年前，台北電影獎的評選方式採入選制，即影片入選後，所有影片皆可角逐個人和技術類獎項，並分為初選和決選兩階段，初選自四類影片中各選出十部入選作品，再由決選選出所有獎項的得主。
於2019年起，為鼓勵專業人員，讓優秀的電影工作者透過入圍名單的鼓勵與肯定，被大眾和產業認識，將賽制改為入圍制，並增設4項技術獎項，正式獎項共20項，每項至多入圍5名，評選方式也改為初選、複選及決選三階段，由初選評審選出複選名單（不對外公布），複選評審選出各獎項入圍者，決選評審與複選評審從入圍名單中選出各獎項得獎者。

## 觀摩單元

### 焦點城市
2002年至2015年之間設立，當時台北市文化局長龍應台要求，希望以「城市」作為影展主題，也讓「台北」做為東道主的位置被凸顯，於是在台北市文化局的規劃之下，一年選定兩座城市為主題城市，介紹該座城市的電影，成為台北電影節成立初期作為「城市主題影展」的重點特色，同時藉由一系列電影放映、展覽、座談及各式活動，帶領觀眾認識每年主題城市的電影、歷史及文化。

#### 「主題城市」時期（2002-2015）
於2002年至2006年擔任台北電影節策展人的聞天祥表示，以觀眾的立場而言，並不會單純為了想看某個城市的樣貌而來看影展，除非對當地有特殊的情感。於是，聞天祥進而把城市放大為國家，把當地的電影文化做完整的蒐集與包裝，進而引薦給國內觀眾。2004至2006年，主題城市單元的雙城市皆出自相同國家，直至2007年新任策展人游惠貞接任，及台北電影節轉為由台北市文化基金會固定舉辦後，便不再堅持以雙城作為主題城市的傳統。
2013年，時任策展人塗翔文認為，主題城市單元雖然是特色、卻也是包袱。「年年以城市／國家為主軸，不僅把影展做成侷限，觀眾也容易大筆一揮就把整個影展與當年的主題城市畫上等號。」於是以「橫向」取代「縱向」思考，讓每屆片單的關注焦點能更確立明顯，也讓未來幾年主題城市能有再次聚焦的機會。該年度的主題城市單元規模明顯縮小，並被排在手冊的最後面。
2016年，時任策展人郭敏容認為，對觀眾來說，在三個禮拜的期間，要在許多影片間做選擇，對應於其他單元、影片，相對龐大的「主題城市」很難在影展期間被吸收。「一個以城市為名的影展，要強調的是影展，而不是城市。強調影展的城市，是對城市談電影，讓城市看電影。」於此年起，終止了「主題城市」單元的策展。

#### 「焦點城市」時期（2024～）
2023年年底，現任台北電影節總監李亞梅接受媒體訪問時表示，將於最新一屆舉辦的台北電影節恢復「城市主題」單元，2024年4月底，影展公布以致敬過往「主題城市」的新晉節目「焦點城市」單元轉型回歸，回歸後的首座城市為匈牙利的布達佩斯。
| 年份           | 屆次   | 城市            |
| -------------- | ------ | --------------- |
| 2002           | 第4屆  | 巴黎 布拉格     |
| 2003           | 第5屆  | 京都 墨爾本     |
| 2004           | 第6屆  | 馬德里 巴塞隆納 |
| 2005           | 第7屆  | 莫斯科 聖彼得堡 |
| 2006           | 第8屆  | 多倫多 蒙特婁   |
| 2007           | 第9屆  | 哥本哈根        |
| 2008           | 第10屆 | 耶路撒冷 都柏林 |
| 2009           | 第11屆 | 柏林            |
| 2010           | 第12屆 | 里約熱內盧      |
| 2011           | 第13屆 | 倫敦            |
| 2012           | 第14屆 | 斯德哥爾摩      |
| 2013           | 第15屆 | 伊斯坦堡        |
| 2014           | 第16屆 | 華沙            |
| 2015           | 第17屆 | 里斯本          |
| 改名為焦點城市 |        |                 |
| 2024           | 第26屆 | 布達佩斯        |
| 2025           | 第27屆 | 奧斯陸          |

### 焦點影人
選定特定導演、演員或電影從業人員，以其參與之重要作品組合為一專題單元。
- 1998年，無。
- 1999年，白光
- 2000年，凱薩琳麗克維絲（Katariina Lillqvist）、克勞德夏布洛（Claude Chabrol）、羅卓瑤。
- 2002年，李歐卡霍（Leos Carax）、伊利唐卡（Jiri Trnka）、伊利曼佐與齊蒂洛娃（Jiri Menzel & Vera Chytilova）。
- 2003年，無。
- 2004年，無。
- 2005年，亞歷山大蘇古諾夫（Alexander Sokurov）。
- 2006年，羅伯勒帕吉（Robert Lepage）、亞倫金（Allan King）。
- 2007年，卡爾德萊葉（Carl Theodor Dreyer）。
- 2008年，隆哈維里歐（Ron Havilio）、吉拉阿瑪戈（Gila Almagor）、賈克諾勒（Jacques Nolot）。

※ 本屆另有影人紀念專題單元，分別播放楊德昌、希斯萊傑、市川崑和白景瑞。
- 2009年，賽吉德沃茲佛（Sergey DVORTSEVOY）、勞勃伊普斯汀（Rob EPSTEIN）。
- 2010年，海克特巴班克（Hector Babenco）、蘇珊娜阿瑪拉（Suzana Amaral）、阮玲玉、田中絹代。
- 2011年，麥可鮑威爾（Michael Powell）、瀬瀬敬久。

※ 本屆另有鄧光榮紀念專題單元。
- 2012年，洛伊安德森（Roy Andersson）、魯本奧斯倫（Ruben Östlund）、伊勢谷友介、金灵默（Kim Kyung-Mook）、張毅。

※ 本屆另有柏格曼對望專題。　
- 2013年，陳可辛、皮耶艾特克斯（Pierre Étaix）、雅辛烏絲達奧古（Yesim Ustaoglu）、杉野希妃、王兵。
- 2014年，德尼柯特（Denis Côté）、沃伊切赫·斯馬喬夫斯基（Wojciech Smarzowski）。
- 2015年，卡文（Khavn）、佩德羅科斯塔（Pedro Costa）、朱奧佩德洛羅德利蓋斯 & 朱奧胡格拉達瑪塔（João Pedro Rodrigues & João Rui Guerra da Mata）。
- 2016年，濱口竜介、尚皮耶李奧（Jean-Pierre Léaud）、希區考克（Alfred Hitchcock）、大衛鮑伊（David Bowie）。
- 2017年，林強、尤里安卡拉尼（Yuri ANCARANI）。
- 2018年，F. J. 歐桑（F. J. Ossang）。
- 2019年，利查泰米提古（Lee CHATAMETIKOOL）、嘎林努戈羅和（Garin NUGROHO）、安妮華達（Agnès Varda）
- 2020年，大林宣彥
- 2021年，凱里·阿努茲（Karim Aïnouz）、哈都·裘德（Radu Jude）
- 2022年，邱炯炯、彼得波丹諾維茲（Peter Bogdanovich）、卡蜜拉安迪尼（Kamila Andini）
- 2023年，安格拉夏納萊克（Angela SCHANELEC）、巴斯德沃斯（Bas DEVOS）、道格拉斯瑟克（Douglas SIRK）
- 2024年，貝拉・塔爾（Béla Tarr）、許秦豪
- 2025年，謝爾蓋·帕拉贊諾夫 （Sergei Parajanov）、達格·約翰·豪格魯德（Dag Johan Haugerud）、安雅．布萊恩（Anja BREIEN）

## 另見
- 新北電影節
- 金馬國際影展

## 外部連結
- 台北電影節官網 （页面存档备份，存于）（中文）（简体中文）（英文）
- 台北電影節 Taipei Film Festival的Facebook專頁
- 台北電影節的Instagram帳戶
- YouTube上的台北電影節頻道